# Communauté de communes des Lisières de l’Oise
Die Communauté de communes des Lisières de l’Oise ist ein französischer Gemeindeverband mit der Rechtsform einer Communauté de communes im Département Oise in der Region Hauts-de-France. Er wurde am 8. September 1994 gegründet und umfasst 20 Gemeinden. Der Verwaltungssitz befindet sich im Ort Attichy.

## Historische Entwicklung
Ende Mai 2015 wurde der Name des Gemeindeverbandes von Communauté de communes du Canton d’Attichy auf die aktuelle Bezeichnung geändert, weil der namengebende Kanton Attichy aufgelöst wurde.

## Mitgliedsgemeinden
| Gemeinde                                      | Einwohner 1. Januar 2022 | Fläche km² | Dichte Einw./km² | Code INSEE | Postleitzahl |
| --------------------------------------------- | ------------------------ | ---------- | ---------------- | ---------- | ------------ |
| Attichy                                       | 1.855                    | 14,74      | 126              | 60025      | 60350        |
| Autrêches                                     | 725                      | 13,03      | 56               | 60032      | 60350        |
| Berneuil-sur-Aisne                            | 937                      | 10,61      | 88               | 60064      | 60350        |
| Bitry                                         | 309                      | 6,61       | 47               | 60072      | 60350        |
| Chelles                                       | 475                      | 9,08       | 52               | 60145      | 60350        |
| Couloisy                                      | 592                      | 3,74       | 158              | 60167      | 60350        |
| Courtieux                                     | 174                      | 2,62       | 66               | 60171      | 60350        |
| Croutoy                                       | 205                      | 3,27       | 63               | 60184      | 60350        |
| Cuise-la-Motte                                | 2.101                    | 10,05      | 209              | 60188      | 60350        |
| Hautefontaine                                 | 347                      | 5,57       | 62               | 60305      | 60350        |
| Jaulzy                                        | 858                      | 7,26       | 118              | 60324      | 60350        |
| Moulin-sous-Touvent                           | 189                      | 18,14      | 10               | 60438      | 60350        |
| Nampcel                                       | 297                      | 16,69      | 18               | 60445      | 60400        |
| Pierrefonds                                   | 1.888                    | 22,32      | 85               | 60491      | 60350        |
| Rethondes                                     | 649                      | 9,48       | 68               | 60534      | 60153        |
| Saint-Crépin-aux-Bois                         | 175                      | 16,30      | 11               | 60569      | 60170        |
| Saint-Étienne-Roilaye                         | 292                      | 7,96       | 37               | 60572      | 60350        |
| Saint-Pierre-lès-Bitry                        | 147                      | 3,42       | 43               | 60593      | 60350        |
| Tracy-le-Mont                                 | 1.701                    | 18,57      | 92               | 60641      | 60170        |
| Trosly-Breuil                                 | 2.024                    | 10,98      | 184              | 60647      | 60350        |
| Communauté de communes des Lisières de l’Oise | 15.940                   | 210,44     | 76               | –          | –            |

## Quelle
1. ↑  www.collectivites-locales.gouv.fr
2. ↑  CC des Lisières de l’Oise (SIREN: 246 000 749) in der Base nationale sur l’intercommunalité (BANATIC) des französischen Innenministeriums (französisch)